# SS Brigade Westfalen
De SS Brigade Westfalen was een Duitse Panzerbrigade van de Waffen-SS tijdens de Tweede Wereldoorlog. De brigade stond ook bekend als SS Ersatz Brigade Westfalen en was een ad-hoc-eenheid bestaande uit de trainingseenheden uit het Paderborn-gebied en de Schwere Panzer-Abteilung 507. De eenheid werd in maart 1945 in de strijd betrokken in een mislukte poging om te voorkomen dat Amerikaanse troepen de Heeresgruppe B in de Ruhrkessel omsingelden.

## Krijgsgeschiedenis

### Oprichting
SS Brigade Westfalen werd opgericht op 29 maart 1945 op Oefenterrein Sennelager noorden van Paderborn. De kern werd gevormd door het SS-Panzerverkennings- en vervangingsregiment op dit oefenterrein. De schwere Panzer-Abteilung 507 was het belangrijkste pantseronderdeel van de brigade en deze was op 9 maart 1945 in Sennelager nieuw opgesteld na de zware verliezen aan het Oostfront. De brigade had 15 oude trainingstanks van de SS zoals Panzer III en daarnaast 21 Tiger II en drie Jagdpanthers van s.Pz.Abt. 507 beschikbaar. De totale sterkte was 3000 - 4000 man.

### Inzet
De brigade kwam op 30 maart voor het eerst in actie tegen elementen van de Amerikaanse 3e Pantserdivisie, in een poging de weg naar Paderborn te verdedigen, rond Husen. Op deze dag vernietigde de brigade rond 18 Amerikaanse tanks. De brigade was intussen toegewezen aan het 66e Legerkorps. Op 1 april werd de brigade gedwongen Paderborn op te geven, waarbij de brigade terugtrok met tot veertig tanks en Jagdpanthers nog in actie. De overblijfselen van de brigade bleven het vervolgens tegen de Amerikaanse 3e Pantserdivisie opnemen op weg naar de Wezer. Zuidelijk van Hamelen werd de Wezer overgestoken en daarna trok de brigade zich terug in de Harz. De brigade verloor zijn belangrijkste component, de s.Pz.Abt. 507, op 16 april, aangezien deze verplaatst werd naar Oefenterrein Milowitz.
De volgende tabel van de tanksterkte van de schwere Panzer-Abteilung 507 geeft een goed voorbeeld van de dagelijkse (zware) verliezen:
| Datum                  | 22-03-1945 | 31-03 | 02-04 | 03-04 | 05-04 | 06-04 | 07-04 | 08-04 | 09-04 |
| Verliezen/Toevoegingen | +17        | −3    | −5    | −1    | −3    | −1    | −1    | −1    | −3    |
| Sterkte                | 21         | 18    | 13    | 12    | 9     | 8     | 7     | 6     | 3     |

### Einde
SS Brigade Westfalen werd eind (21?) april 1945 omsingeld en gevangengenomen in de Harz samen met de rest van het 11e Leger.

### Slagorde
- schwere Panzer-Abteilung 507
- Regiment "Meyer" bestond uit drie bataljons: SS-Panzerverkennings- en vervangingsbataljon 1, SS-Panzerverkennings- en vervangingsbataljon 2 en een SS-Panzerverkennings trainingsbataljon voor onderofficieren.
- Regiment "Holzer" werd vernoemd naar zijn commandant, Obersturmbannführer Friedrich Holzer en bestond uit het SS-Panzer-trainings- en vervangingsregiment in Augustdorf, dat uit drie bataljons bestond.

## Commandanten
| Rang                | Naam       | Begin         | Eind            |
| ------------------- | ---------- | ------------- | --------------- |
| Obersturmbannführer | Hans Stern | 29 maart 1945 | eind april 1945 |